# Claude Baillargeon
Pour les articles homonymes, voir Baillargeon.
Claude Baillargeon, né le  30 juillet 1949 à Verneuil-sur-Avre et mort le 7 mars 2016 à Clichy, est un affichiste français.

## Biographie
Né le 30 juillet 1949 à  Verneuil-sur-Avre dans l'Eure,, fils de l'écrivain québécois Pierre Baillargeon et de Jacqueline Mabit, une poète française, il arrive à Paris en 1968 et développe dans un premier temps une série de recherches et d'œuvres dans le champ de l'Art Cinétique.
Il affine progressivement son style et sa technique pour finalement se spécialiser dans le photomontage la plupart du temps en noir et blanc, rehaussé à l'aérographe et au pinceau. À l'époque où l'ordinateur n'est pas encore apparu dans la pratique de l'image et les matériaux de création exclusivement analogiques, il prend lui-même ses prises de vues qu'il développe dans son laboratoire, découpe et assemble dans des compositions.
Il devient affichiste à partir des années 1973-1974. Il travaille ainsi pour le théâtre Mouffetard,, puis en 1975, il propose une affiche au Parti socialiste français, qui devient l’un de ses principaux commanditaires jusqu’en 1981. Proche des partis de gauche et du secteur associatif, il signe des affiches sociales et culturelles qui militent pour la paix, la fraternité, l'écologie. Ses sujets de prédilections résident dans la dénonciation des inégalités, du racisme, de l'ultra-libéralisme, de l’obsolescence, de l'uniformisation, de l'asservissement de l'homme au travail, aux marchés ainsi qu'à la société de consommation, source selon lui et depuis toujours, d'un désastre humain et écologique. Il signe aussi des affiches en faveur de l'éducation, l'environnement, la santé, mais aussi des affiches de pièces de théâtre et de spectacles. Arrivé au pouvoir en 1981, le parti socialiste est dès lors approché par les plus grandes agences de communications exerçant en France. Claude Baillargeon, installé en indépendant, préfère se retirer.
En 1997, il présente à la librairie La Hune le livre Tout Est Politique qui regroupe vingt ans d'engagement dans le monde de  l'affiche. Pendant cette période, il enseigne aux Beaux-Arts de Rennes.
Il meurt en mars 2016 à 67 ans. Cette même année 2016, l'espace Niemeyer à Paris accueille une rétrospective à l'initiative des fondateurs du groupe Grapus, Jean-Paul Bachollet et Alex Jordan ainsi que de Guillaume Lanneau et d'André Lejarre. Le parcours retrace 35 ans d'un engagement idéologique et artistique,.
En 2022, La Contemporaine, à Nanterre, lui consacre  une rétrospective,.